# Артоболевський Георгій Володимирович
Георгій (Юрій) Володимирович Артоболевський (1898—1943) — український зоолог, артист, автор близько 40 наукових праць з вивчення бабок (Odonata), а також низки праць з теорії художнього читання, зокрема двох посмертно виданих монографій. 
У 1929 році описав новий для науки вид бабок, лютку дрібнозубчасту, з Криму.
Син відомого зоолога, професора Володимира Артоболевського. Чоловік музичного педагога Ганни Артоболевської.

## Життєпис
Народився 31 грудня 1898 року в родині київського зоолога Володимира Артоболевського.
У 1917 році закінчив гімназію. Вступив на природниче відділення фізико-математичного факультету Київського університету. Одночасно з навчанням на зоолога закінчив консерваторію за класом вокалу. У 1919 році працював співробітником Комітету вивчення фауни УАН. В той же час навчався в Театральній академії у Києві. Виступав як співак та читач віршів. З 1925 року працював у Московському художньому театрі.
У 1930 році був репресований, будучи в'язнем ГУЛАГу будував Біломорсько-Балтійський канал. Звільнений 1933 року, продовжив художню діяльність.
Під час німецько-радянської війни разом з дружиною Ганною був членом театральної трупи, що розважала військових. 13 липня 1943 року загинув біля лінії фронту під Льговом Курської області.

## Деякі публікації

### Зоологічні праці
- Шарлеманъ Э. В., Артоболевскій Г. В. 1915. Матеріалы къ фауне стрекозъ окрестностей Кіева. Матеріалы къ познанію фауны юго-западной Россіи. 1: 1—25.
- Артоболевскій Г. В. 1915. Дополненіе к фауне стрекозъ Крыма. Энтомологический вестник. 2 (2): 113—114.
- Артоболевскій Г. В. 1917. Заметки о стрекозахъ Полтавской губерніи. 1. Матеріалы къ познанію фауны юго-западной Россіи. 2: 17—29.
- Артоболевскій Г. В. 1917. Новыя данныя о стрекозахъ окр. Кіева. Матеріалы къ познанію фауны юго-западной Россіи. 2: 29—34.
- Артоболевскій Г. В. 1917. Дополненіе къ спіску стрекозъ Херсонской губерніи. Матеріалы къ познанію фауны юго-западной Россіи. 2: 58.
- Артоболевскій Г. В. 1917. Къ фауне стрекозъ Бессарабіи. Матеріалы къ познанію фауны юго-западной Россіи. 2: 58.
- Артоболевскій Г. В. 1917. Къ распространенію Orthetrum brunneum (Fonsc.) в Европейской Россіи. Матеріалы къ познанію фауны юго-западной Россіи. 2: 58.
- Артоболевський Ю. 1923. До одонатофавни Полтавщини. Український зоологічний журнал. 2: 12.
- Артоболевський Ю. В. 1926. До фавни бабок (Odonata) Чернигівщини. Записки Киевского общества естествоиспытателей. 27 (1): 85—89.
- Артоболевський Г. 1927. Бабки (Odonata) Київських околиць. Збірник праць Зоологічного музею. 7 (1/3): 65—118.
- Артоболевський Г. 1927. До вивчення бабок Подiлля (Odonata). Збірник праць Зоологічного музею. 7 (1/3): 159—162.
- Артоболевский Г. В. 1928. Заметки о стрекозах Полтавской губернии. Збірник Полтавського державного музею ім. В. Г. Короленка. 1: 229—245.
- Артоболевський Г. 1929. Нотатки про бабок Полтавщини. 4. Збірник праць Зоологічного музею. 13 (1/7): 5—29.
- Артоболевський Г. 1929. Матеріали до фавни бабок України. Збірник праць Зоологічного музею. 13 (1/7): 141—144.
- Артоболевский Г. В. 1929. Стрекозы Крыма. Бюллетень Общества натуралистов и друзей природы Крыма. 11: 139—150.
- Артоболевский Г. В. 1929. Стрекозы Дагестана. Энтомологическое обозрение. 23: 225—240.
- Артоболевский Г. В. 1930. К экологии стрекоз Теберды. Работы Северо-Кавказской Гидробиологической станции. 3 (1-3): 33—43.

### Праці з художнього читання
- Артоболевский Г. В. 1927. Современное стихотворение в школе и его декламационная интерпретация. Родной язык в школе. 4.
- Артоболевский Г. В. 1940. Основы художественного чтения. Русский язык в школе. 5: 18—27.
- Артоболевский Г. В. 1959. Очерки по художественному чтению. Москва: Учпедгиз. 268 с. (посмертно)
- Артоболевский Г. В. 1978. Художественное чтение. Москва: Просвещение. 240 с. (посмертно)